# Власов, Виктор Петрович (баскетболист)
Виктор Петрович Власов (1 ноября 1925, Москва, РСФСР, СССР — 11 августа 2002, там же) — советский баскетболист, тренер. Заслуженный мастер спорта СССР (1953), заслуженный тренер России.

## Биография
В 1936 году в возрасте 11-ти лет пришёл в «Динамо».
Во время Великой Отечественной войны работал на оборонном заводе и выступал за «Трудовые резервы».
В 1946 году вернулся в «Динамо», где выступал до 1959 года. В 1948 году стал чемпионом СССР, в 1956 году — вторым призёром чемпионата, в 1957 и 1958 годах — третьим призёром. В 1956 году стал серебряным призёром I Спартакиады народов СССР.
В составе мужской сборной СССР становился серебряным призёром Олимпиады 1952 (Хельсинки), победителем чемпионатов Европы 1951 и 1953 годов, бронзовым призёром чемпионата Европы 1955 года. Также становился чемпионом Всемирных студенческих игр 1949 и 1951 годов, Международных спортивных игр молодёжи 1953 и 1957 годов.
Окончил школу тренеров при московском филиале Смоленского института физической культуры. В 1959—1969 годах был старшим тренером мужской команды московского «Динамо». С 1969 года и до выхода на пенсию был старшим тренером центрального совета «Динамо».
Награждён орденом Отечественной войны 2-й степени (06.04.1985), полковник.